# Filandorra
A filandorra é um jovem rapaz vestido de mulher, com a cara tapada por uma renda para não ser reconhecido, numa mão carrega a  roca  e na outra o fuso, sempre a fiar. 
A filandorra era acompanhada pelas  madamas (rapazes vestidos de mulher)  dançando ao toque da gaita de foles e ao ritmo do tambor enquanto procedia ao ritual do peditório. A filandorra é uma das personagens da Festa dos reis de Rio de Onor e acompanha os caretos.